# 况逢春
况逢春，生卒年不詳，籍贯江西上高人，明朝政治人物 ，同進士出身。

## 簡歷
咸丰三年（1853年）癸丑科殿试金榜第三甲赐同进士出身第24名，署宜山縣知县，任內組織鄉勇，抵禦太平軍進犯。因石達開攻陷庆远府，被而免職。